# Смирновська сільська рада (Україна)
Смирновська сільська рада — колишній орган місцевого самоврядування у Більмацькому районі Запорізької області з адміністративним центром у с. Смирнове.

## Загальні відомості
Водоймища на території, підпорядкованій даній раді: р. Берда.

## Населені пункти
Сільській раді підпорядковані населені пункти:
- с. Смирнове
- с. Вершина Друга
- с. Олексіївка

## Склад ради
Рада складається з 20 депутатів та голови.

### Керівний склад ради
| ПІБ                           | Основні відомості                                                    | Дата обрання | Дата звільнення |
| ----------------------------- | -------------------------------------------------------------------- | ------------ | --------------- |
| Калашников Сергій Вікторович  | Сільський голова, 1971 року народження, освіта, член Партії регіонів | 26.03.2006   | 31.10.2010      |
| Омельяненко Григорій Іванович | Сільський голова, 1948 року народження, освіта вища, безпартійний    | 31.10.2010   | 24.01.2014      |

Примітка: таблиця складена за даними джерела